# Chiến dịch Bristoe
Chiến dịch Bristoe là một chuỗi các trận đánh nhỏ diễn ra tại Virginia trong tháng 10 và tháng 11 năm 1863, thuộc Nội chiến Hoa Kỳ. Thiếu tướng George G. Meade, tư lệnh Binh đoàn Potomac, đã khởi đầu chiến dịch trong một nỗ lực không thành công nhằm đánh bại Binh đoàn Bắc Virginia của tướng Robert E. Lee. Lee phản ứng lại bằng cách tiến hành cuộc hành quân bọc sườn buộc Meade phải rút quân về phía Centreville. Ngày 14 tháng 10, Lee tấn công trong trận Bristoe Station, nhưng đã bị thiệt hại mất 2 lữ đoàn và phải rút lui. Sau đó Meade một lần nữa tiến xuống phía nam, quân miền Bắc đã đánh tan đầu cầu phòng thủ của miền Nam trong trận Rappahannock Station thứ hai ngày 7 tháng 11 và đẩy Lee sang bên kia sông Rapidan. Ngoài những trận đánh bộ binh, kỵ binh hai bên cũng đánh nhau trong các trận Auburn thứ nhất ngày 13 tháng 10, thứ hai ngày 14 tháng 10, và trận Buckland Mills ngày 19 tháng 10.
Lee cùng các sĩ quan của ông tỏ ra chán nản trước sự không thành công của chiến dịch. Họ đã không đạt được những mục tiêu chính của mình trong việc tiến hành một trận đánh quyết định hoặc ngăn cản quân miền Bắc tiến hành tăng viện cho Mặt trận miền Tây.